# ريك راند
ريك راند (بالإنجليزية: Rick Rand)‏ هو سياسي أمريكي، ولد في 10 مارس 1957 في لا غرانغ في الولايات المتحدة. حزبياً، نشط في الحزب الديمقراطي.

## وصلات خارجية
- الموقع الرسمي